# Кубикуларий
Кубикуларий (лат. cubicularius, ср.-греч. κουβικουλάριος) — титул евнухов-камергеров императорского дворца в поздней Римской империи и в Византии. Женская версия, используемая для фрейлин императриц — кубикулария (ср.-греч. κουβικουλαρία).

## История
Название титула происходит от их службы в кубикуле — императорской «священной спальне». В конце римского периода кубикуларии были многочисленны: согласно Иоанну Малале, свита императрицы Феодоры насчитывала 4000 патрициев и кубикулариев. Они находились под командованием препозита священной опочивальни и секретаря священной опочивальни, в то время как другие дворцовые слуги были подчинены военному священного дворца или магистру оффиций. Были также специальные кубикуларии для императрицы (иногда включая женщин кубикуларий). Также эта должность была введена в римскую церковь, вероятно, при папе Льве I.
Кубикуларии играли очень важную роль в Византии, занимая высшие дворцовые посты, такие как паракимомен или доместик стола, а также служили на постах в центральных финансовых департаментах в качестве администраторов провинций, а иногда даже в качестве генералов. Постепенно, в VII—VIII веках, евнухи собственно императорской спальни (по-гречески известны как [βασιλικὸς] κοιτῶν, [василикос] китон) были отделены от других кубикулариев и выделены как китоните (κοιτωνῖται) под властью паракимомена. В то же время императорский гардероб (василикон вестиарион) и его должностные лица также стали отдельным департаментом под предводительством протовестиария. Остальная часть продолжала называться «кувикуларии ту кувуклион» (κουβικουλάριοι τοῦ κουβουκλείου) и управлялась препозитом (греч. πραιπόσιτος τοῦ εὐσεβεστάτου κοιτῶνος, препоситос ту эфсебестату китонос по-гречески), главным помощником которого был примицериусом (πριμηκήριος τοῦ κουβουκλείου, примикириос ту кувуклиу). В конечном итоге кубикуларии были расформированы, но неясно, когда: Николай Икономидис говорит о второй половине XI века, но Родольф Гийан считает, что кубикуларии существовали до начала XIII века.
К девятому веку, помимо общего использования, обозначающего дворцового слугу-евнуха, кубикуларий также приобрел более формальное значение как звание или титул в византийской дворцовой иерархии: согласно Клиторологию 899 года, ранг кубикуларий был вторым самым низким из тех, что отведены для евнухов, после спатарокубикулария и до нипсистиария. Согласно Клиторологию, отличительными знаками ранга были камисион (верхний плащ, похожий на пенулу), окаймленный пурпуром, и парагаудион (туника).